# Філіп Бюаш
Філіп Бюаш (фр. Philippe Buache; 1700—1773) — французький королівський географ.

## Життєпис
Навчався на архітектора. Займався географією та етнографією під керівництвом Деліля, одружився з його донькою. 1729 року обійняв посаду першого королівського географа; в 1730 році став членом Французької академії наук. Створив нову фізико-географічну систему, в якій дав розподіл земної поверхні по річкових басейнах. Іменував найбільший океан, що по площі перевищує всю сушу земної кулі, Великим океаном (фр. La Grande Mer; 1752); такий термін був одним з двох уживаних назв і визнавався більшістю географами і океанографами, особливо російськими та німецькими, проте назва Тихий океан, дана мандрівником Магелланом (1520) і вживалася виключно англійцями і французами, стала повсякденною.

## Карти України
1788 рік. Карта — «Carte de la mer Noire comprenant la plus grande partie de l'Empire Ottoman, partie des etats de l'empereur, de la Russie…» (Карта Чорного моря і частини Оттоманської імперії). Видавець карти — Жан-Клод Дезош, гравер — П'єр-Антуан-Франсуа  Тард'є. Середня Наддніпрянщина (Правобережна та Лівобережна) позначена як Ukrayne (Україна), Південна Україна — Novelle Servie (Новосербія).